# Сусайков, Иван Захарович
Ива́н Заха́рович Суса́йков (30 августа [12 сентября] 1903, деревня Давыдково, Смоленская губерния — 12 июля 1962, Москва) — политработник РККА и Советской армии, генерал-полковник танковых войск (1944).
За годы военной службы принимал активное участие в польском походе Красной армии, советско-финской войне, присоединении Прибалтики, Западной Украины и Западной Белоруссии к Советскому Союзу, Великой Отечественной войне, советизации Румынии и Венгрии.

## Биография
Родился 30 августа (12 сентября) 1903 года в деревне Давыдково (Гжатский уезд, ныне Гагаринский район Смоленской области) в крестьянской семье.

### Служба в армии
Военная карьера в РККА началась в июле 1924 года с должности красноармейца хозкоманды артиллерийского газового полигона. В 1925 году вступил в ВКП(б) и закончил Военно-политическую школу, что позволило в декабре занять должность политрука караульного взвода Научно-испытательного химического полигона. В мае 1927 года назначен временно исполняющим должность (врид) начальника хозкоманды, а в ноябре ненадолго попал в авиацию — стал политруком 30-й отдельной авиаэскадрильи. Уже в январе 1928 года Сусайков попадает в броневые силы, с которыми будет связан всю свою жизнь — он становится помощником командира роты по политчасти 3-го отдельного танкового полка. В 1929 году окончил военную школу и курсы политруков при Киевской высшей объединённой школе командиров РККА имени С. С. Каменева. В ноябре того же года стал политруком роты 3-го отдельного танкового полка. В марте следующего года — помощник командира роты по политчасти, в сентябре — врид командира роты, а в октябре становится одновременно командиром и политруком роты. В декабре Сусайков был назначен командиром и политруком роты Отдельного учебного танкового полка. В 1932 году он был назначен начальником штаба отдельного танкового батальона Московской пролетарской дивизии.

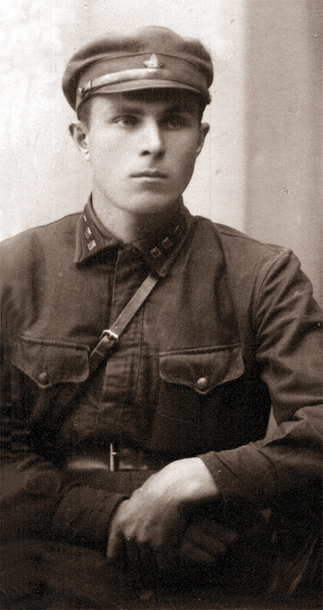
И. З. Сусайков в 1928 году

7 июня 1937 года, учась на военного инженера, досрочно (без защиты диплома) закончил Военную академию механизации и моторизации Красной Армии и был направлен, в числе других пятидесяти слушателей, на военно-политическую работу. На вопрос К. Е. Ворошилова, прозвучавший в 1938 году, о необходимости окончания академии Иван Захарович ответил: «Только, товарищ нарком, мне нет смысла возвращаться в академию для государственного экзамена. Мне и так хорошо, я уже освоился на работе комиссара корпуса». После академии был назначен в 11-ю отдельную мехбригаду на должность военного комиссара. В августе Сусайков стал военкомом 6-й механизированной бригады, а в мае следующего года уже военкомом 7-го механизированного корпуса. В период репрессий как политработник принимал участие в написании политических характеристик с «компроматом» на командиров РККА.
2 августа 1938 года в соответствии с приказом НКО № 0039/п батальонному комиссару Сусайкову было присвоено звание корпусной комиссар. В том же месяце назначен членом Военного совета (ЧВС) Орловского военного округа, в марте 1939 — ЧВС Белорусского особого военного округа. Иван Захарович был в числе делегатов XVIII съезда ВКП(б), проходившего в Москве с 10 по 21 марта. В сентябре принимал участие в польском походе в качестве ЧВС Белорусского фронта, в котором состоял до ноября. Сусайков входил в число военных и партийных руководителей, подписавших приказ № 005 Военного совета Белорусского фронта войскам фронта о целях вступления Красной Армии на территорию Западной Белоруссии. Принимал участие в советско-финской войне 1939-40 годов в должности комиссара 28-го Особого стрелкового корпуса. В июне 1940 года ЧВС Калининского военного округа, а 13 июля назначен членом Военного совета Прибалтийского военного округа, который был создан на основе управления Калининского военного округа до официального вхождения прибалтийских стран в состав СССР. 23 — 31 декабря 1940 года в Москве проходило совещание руководящего состава РККА, на котором было признано, что командование округа не справляется со своими обязанностями. Иван Захарович на совещании отсутствовал. 25 декабря 1940 года Сусайков выводится из Военного совета округа и переводится на должность заместителя начальника Главного автобронетанкового управления по политчасти. В марте 1941 года Иван Захарович был резко понижен в должности и назначен начальником Борисовского автотракторного училища.

### Участие в Великой Отечественной войне

#### Оборона Борисова
Великая Отечественная война застала Ивана Захаровича на должности начальника Борисовского танкового училища. Танковым училище стало 14 февраля 1941 года, а до этого оно целый год было Минским кавалерийским. Личный состав училища составлял 1400 курсантов и преподавателей, но в нём отсутствовало артиллерийское и зенитное вооружение, что негативно сказалось на возможностях обороны. Катастрофическое начало войны поставило гарнизон Борисова и командование танкового училища в условия информационного вакуума. В отчёте на имя начальника Главного автобронетанкового управления РККА генерал-лейтенанта Федоренко Сусайков писал: «Командование училища с 23 по 26 июня от штаба фронта никаких сведений о противнике не получало. Училищу задача поставлена не была… Обнаружить местопребывание штаба не удалось. Случайные и отрывочные сведения о противнике получали исключительно от военнослужащих, которые беспорядочной толпой тянулись по автомагистрали на восток».
В этой ситуации Иван Захарович проявил инициативу и силами личного состава училища и местного населения приступил к подготовке города к обороне. Был вырыт противотанковый ров длиной 7 километров, началось создание укреплённых пунктов и секторов обороны на западном и восточном берегах Березины. Из числа курсантов и преподавателей училища были созданы заградотряды, которые задерживали отступающих военнослужащих и формировали из них сводные отряды, включаемые в оборону города. Среди оказавшихся в городе командиров был возвращавшийся из отпуска полковник А. И. Лизюков. Пытаясь получить информацию о противнике Сусайков организовал проведение разведки, которая действовала на бронеавтомобилях в радиусе до 30—40 километров вплоть до встречи с авангардами противника.
В эти дни с Иваном Захаровичем встретился Константин Симонов, который описал встречу в своих воспоминаниях:

Мне указали как на старшего на корпусного комиссара Сусайкова. Он стоял на лесной дороге, молодой небритый человек в надвинутой на глаза пилотке, в красноармейской шинели, накинутой на плечи, и почему-то с лопатой в руках. Я подошел к нему и по своей все ещё не выветрившейся наивности спросил, где редакция газеты, в которой я мог бы работать, потому что я писатель и направлен в армейскую газету.
Он посмотрел на меня отсутствующим взглядом и сказал равнодушно:
— Разве вы не видите, что делается? Какая газета?! Я сказал, что мне надо явиться в штаб фронта, в политуправление. Он покачал головой. Он не знал, где штаб фронта, вообще он ровно ничего не знал, так же как и все находившиеся вместе с ним в этом лесу.— Симонов К. М. Разные дни войны. Дневник писателя. — М.: Художественная литература, 1982. — Т. 1. — 479 с. — 300 000 экз.
26 июня связь со штабом фронта была восстановлена. По приказу командования И. З. Сусайков был назначен начальником гарнизона и ответственным за оборону города, а начальником штаба — Лизюков. В боевом распоряжении командования Западного фронта говорилось:

Вы ответственны за удержание Борисова и переправ и, как крайний случай, при подходе к переправам противника переправы взорвать, продолжая упорную оборону противоположного берега. На переправу от Зембин к свх. Веселово выслать мотоотряд с подрывным имуществом с задачей: подготовить переправу к взрыву, упорно оборонять и при подходе противника капитально взорвать. Вам также поручается выполнение того же с переправой у Чернявка (юго-восточнее Борисов).— 
До непосредственного начала боёв была проведена подготовительная работа: территория разделена на четыре участка обороны, количество личного состава в сводных отрядах превысило десять тысяч человек. Курсантам-танкистам достался участок в районе Северного Борисова и местечка Зембино, где им пришлось защищать одну из переправ через Березину. Все мероприятия проводились при острой нехватке инженерных средств и средств связи. При подготовке обороны и в последующих боях курсантам помогли навыки приобретённые в Подольском стрелково-пулемётном училище, которое стало донором для Борисовского танкового училища. Для усиления обороны командование срочно перебрасывало к Борисову 1-ю Московскую мотострелковую дивизию под командованием полковника Я. Г. Крейзера. Сам Иван Захарович не питал иллюзий относительно сил, которые оказались в его распоряжении. 28 июня он докладывал: «Гарнизон, которым я располагаю для обороны рубежа р. Березины и Борисова, имеет сколоченную боевую единицу только в составе бронетанкового училища (до 1400 человек). Остальной состав — бойцы и командиры — сбор „сброда“ из паникёров тыла, деморализованных отмеченной выше обстановкой, следующие на поиски своих частей командиры из тыла (командировки, отпуск, лечение) со значительным процентом приставших к ним агентов германской разведки и контрразведки (шпионов, диверсантов и пр.). Все это делает гарнизон Борисова небоеспособным». Кандидат исторических наук военный историк А. В. Исаев назвал отношения между Сусайковым и командиром прибывающей дивизии Крейзером «определёнными трениями» и отметил, что части полнокровной дивизии на основных участках «прятались» в тылу курсантов и «сброда». В одном из донесений Иван Захарович написал, что «Прибывшая… дивизия, несмотря на неоднократные мои требования, вчера и сегодня участия в боях не принимала».
Противником группы Сусайкова оказалась 18-я танковая дивизия Вермахта под командованием генерал-майора Вальтера Неринга.
Бои за Борисовские переправы шли с 30 июня по 2 июля. Танкисты Крейзера получили приказ о выдвижении в Борисов 1 июля в 3:40, а в 5:50 они начали движение. Пройдя 130 километров, к 12 часам они прибыли в район города. Основные силы 18-й дивизии подошли к Борисову 1 июля и уже в 16:30 столкнулись с танками 1-й мсд в районе Ново-Борисова. В группе Сусайкова остро не хватало танков, противотанковой и зенитной артиллерии, а авиация противника господствовала в воздухе. В этих условиях танкам Неринга удалось прорваться к основному железобетонному мосту в Борисове и, перебив сапёров, ответственных за взрыв, захватить плацдарм на восточном берегу. Бои в районе Борисова продолжались до 3 июля, когда Неринг, накопив на расширяющемся плацдарме силы, смог продолжить наступление в направлении Орши.
4 июля штаба Западного фронта издал боевое распоряжение в котором говорилось: «По преступной халатности командования и войсковой части, оборонявшей Борисов, не был взорван мост через р. Березина, что дало возможность танкам врага прорваться через столь серьёзную водную преграду».
В ходе обороны Борисова Сусайков был тяжело ранен и вернулся в строй лишь весной 1942 года. Сводный полк курсантов Борисовского танкового училища 11 июля был выведен из боевых действий и отправлен в Саратов, где на его основе было сформировано 3-е Саратовское танковое училище. Во время обороны Борисова И. З. Сусайков подписал 40 наградных листов из которых реализован был только один — на начальника штаба курсантского полка полковника Лизюкова.

#### Дальнейшая служба
Вернувшись в армию после тяжёлого ранения Иван Захарович служил на должности члена Военного совета ряда фронтов. С 11 апреля по 1 июля 1942 года — член Военного совета Брянского, затем Воронежского фронта. В составе Воронежского фронта участвовал в оборонительной операции на Воронежском и Валуйско-Россошанском направлениях 28 июня — 16 августа. 1 октября снова назначен ЧВС Брянского фронта, в составе которого воевал до его расформирования 12 марта 1943 года. 6 декабря 1942 года присвоено воинское звание генерал-майор танковых войск. В 1943 году с 24 января по 6 февраля участвовал в Воронежско-Касторненской наступательной операции в составе Брянского фронта.
С 6 июля назначен ЧВС Степного округа (на этом посту Сусайков сменил Л. З. Мехлиса), а с 9 июля 1943 года ЧВС Степного фронта. В этом качестве принимал участие в ряде оборонительных и наступательных операций: оборонительной операции на Белгородско-Курском направлении с 5 по 23 июля; Белгородско-Харьковской наступательной операции 3—23 августа; освобождении Левобережной Украины с 25 августа по 30 сентября. С октября 1943 по март 1945 года — ЧВС 2-го Украинского фронта. На этой должности он принимал непосредственное участие в Кировоградской наступательной операции 14 ноября — 20 декабря. В 1944 году Сусайков продолжил активную деятельность в качестве ЧВС 2-го Украинского фронта: с 24 января по 17 апреля участвовал в разгроме противника на Правобережной Украине, Ясско-Кишинёвской наступательной операции, освобождении Румынии и Болгарии с 20 августа по 27 сентября. И закончил войну, участвуя в разгроме немецких войск в Венгрии и Югославии в сентябре 1944 — феврале 1945 года. Генерал-полковник танковых войск (1944).

#### В Румынии и Венгрии
2 апреля 1944 года Советский Союз объявил о пересечении границы Румынии, а 10 апреля Государственный комитет обороны возложил на Ивана Захаровича обязанности по контролю за взаимоотношениями советской администрации и воинских частей с населением и органами власти Румынии. 31 августа Сусайков совместно с генерал-лейтенантом А. Н. Тевченковым прибыли в Бухарест для ареста маршала Антонеску и уже в 17 часов бывший премьер-министр Румынии был доставлен в штаб 53-й армии. 20 июня 1945 года в указе Президиума Верховного совета СССР «О награждении орденом Ленина генералов Красной армии» фигурировало только две фамилии — Сусайков и Тевченков.
13 декабря 1944 года Государственный комитет обороны постановлением № ГКО-7147с обязал Сусайкова организовать созыв Временного Национального собрания и формирование Временного Национального правительства Венгрии. Иван Захарович организавал мероприятие столь успешно, что начало было проведено на день раньше запланированного. Именно к Сусайкову и Г. М. Пушкину обращался 28 декабря глава Временного национального правительства Венгрии Бела Миклош, информируя Советский Союз об объявлении войны Германии.

### После войны

Могила Сусайкова на Новодевичьем кладбище Москвы

После войны И. З. Сусайков — член Военного совета Южной группы войск. С января 1946 года — заместитель по политчасти главкома Южной группы войск и заместитель председателя Союзной контрольной комиссии в Румынии. Иван Захарович оказал заметное влияние на формирование просоветского правительства Румынии и оказывал поддержку просоветским силам, выступая проводником решений Советского Союза по Румынии.
В 1948—1949 годах — заместитель начальника тыла Вооружённых Сил, в октябре 1949 — январе 1951 — начальник Главного автотракторного управления. В 1951—1957 — член Военного совета Туркестанского военного округа. В 1952 году Иван Захарович принимал участие в XIX съезде КПСС.
В 1958-1960 годах военный консультант Группы генеральных инспекторов.
С октября 1960 года в запасе. Депутат Верховного Совета СССР 2-го и 4-го созывов.
Умер 12 июля 1962 года в Москве. Похоронен на Новодевичьем кладбище.

## Личная жизнь
Иван Захарович был женат на Елена Петровне Сусайковой, имел сына Юрия и двух дочерей Лилию и Нелли.
В 1955 году сын Сусайкова девятиклассник Юрий попал в криминальную историю. Товарищ Юрия Борис Журавлёв в пьяном состоянии застрелил студента Виктора Кузьмина. Пистолет, принадлежащий Ивану Захаровичу, Журавлёву дал Юрий. Сам Сусайков служил в Ташкенте, а в Москве осталась его жена с сыном и двумя дочерьми, которые учились в московской школе.

## Отзывы современников и оценки историков
Доктор исторических наук полковник О. Ф. Сувениров, отмечая, что Сусайков был политработником «не из худших … в годы Войны проявил себя целом неплохо», оценивал его роль в годы репрессий в РККА следующими словами: «Но вот в 1938 г. и они были готовы затоптать, загубить любого человека».
Оценку его работы на должностях члена военного совета фронтов дал военный историк генерал-полковник Ю. А. Горьков: описывая совещание членов Военных советов фронтов с участием И. В. Сталина 5 мая 1944 года, он назвал И. З. Сусайкова глазами и ушами Сталина в управлении фронта.
С. А. Дангулов, работавший пресс-атташе при посольстве СССР в Румынии, отзывался о Иване Захаровиче, как о военном интеллигенте с живым умом. Писатель в своей книге «Художники» отмечал, что Сусайков пользовался популярностью в Румынии.

## Память
Имя Сусайкова увековечено в Парке Героев Трудовая Северная.

## Награды

### Советские награды
- три ордена Ленина (20 июня 1945[32][40], 25 ноября 1947[41][к 9], 15 ноября 1950 года[42][к 10]);
- три ордена Красного Знамени (10.11.1942, 3.11.1944, 5.11.1954), [2];
- два ордена Суворова I степени (13 июня 1944[43], 13 сентября 1944[44]);
- орден Суворова II степени (19 января 1944[45][46]);
- два ордена Кутузова I степени (28 апреля 1945[47][48], 17 мая 1944[49]);
- медали[2]: «За победу над Германией в Великой Отечественной войне 1941—1945 гг.», «В память 800-летия Москвы», «30 лет Советской Армии и Флота».

### Иностранные награды
- Орден Михая Храброго с мечами 1-го, 2-го, 3-го классов (Королевство Румыния, 9 мая 1947 года)[50][51];
- другие.

## Комментарии
1. ↑  так стал называться переформированный 3-й отдельный танковый полк
2. ↑  аналог общевойскового звания майор
3. ↑  аналог общевойскового звания комкор
4. ↑  приказом НКО СССР №03121а
5. ↑  на совещание так же не приехал командующий округом А. Д. Локтионов, сославшись на болезнь
6. ↑  приказ НКО № 05655
7. ↑  в разных источниках училище называется танковым, танкотехническим, автотракторным
8. ↑  вместе с Н. К. Попелем
9. ↑  №68038
10. ↑  №125038